# Sant Pau de Segúries
Sant Pau de Segúries è un comune spagnolo di 645 abitanti situato nella comunità autonoma della Catalogna.